# Copa de España 2018-2019 (calcio a 5)
La Copa de España 2018-2019 è stata la 30ª edizione assoluta della manifestazione e si è giocata dal 28 febbraio al 3 marzo 2019 presso il Pavelló Font de San Lluís di Valencia. Il torneo è stato vinto dal Barcellona, al quarto successo nella manifestazione, trascinato dal brasiliano Ferrão, eletto miglior giocatore nonché capocannoniere a pari merito con i murciani Fernando Aguilera e Pito.

## Formula
Sono iscritte d'ufficio le società classificatesi ai primi otto posti nel girone di andata della Primera División. Il torneo si svolge con gare a eliminazione diretta di sola andata. La formula prevede che nei quarti e nelle semifinali, in caso di parità dopo i tempi regolamentari, la vittoria sia determinata direttamente dai tiri di rigore. Nella finale, in caso di parità dopo 40', si svolgono due tempi supplementari di 5 minuti ciascuno. In caso di ulteriore parità al termine degli stessi, la vincitrice è determinata mediante i tiri di rigore.

## Tabellone
Il sorteggio degli accoppiamenti ha tenuto conto di alcuni vincoli: ElPozo Murcia e Barcellona, giunti rispettivamente primo e secondo al termine del girone di andata della Primera División, sono teste di serie e non potranno affrontarsi fino all'ipotetica finale mentre il Levante, in qualità di società ospitante, dovrà debuttare il primo giorno della competizione.
|  | Quarti di finale | Quarti di finale | Quarti di finale |               |               | Semifinali    | Semifinali | Semifinali |  |  | Finale | Finale | Finale |  |
|  |                  |                  |                  |               |               |               |            |            |  |  |        |        |        |  |
|  | Inter            | Inter            | 3                |               |               |               |            |            |  |  |        |        |        |  |
|  | Inter            | Inter            | 3                |               |               |               |            |            |  |  |        |        |        |  |
|  | Palma            | Palma            | 2                |               |               |               |            |            |  |  |        |        |        |  |
|  | Palma            | Palma            | 2                |               | Inter         | Inter         | 1          |            |  |  |        |        |        |  |
|  |                  |                  |                  |               | Inter         | Inter         | 1          |            |  |  |        |        |        |  |
|  |                  |                  | ElPozo Murcia    | ElPozo Murcia | 5             |               |            |            |  |  |        |        |        |  |
|  | ElPozo Murcia    | ElPozo Murcia    | ElPozo Murcia    | ElPozo Murcia | 5             | 4             |            |            |  |  |        |        |        |  |
|  | ElPozo Murcia    | ElPozo Murcia    |                  |               |               |               |            |            |  |  |        |        |        |  |
|  | Levante          | Levante          | 0                |               |               |               |            |            |  |  |        |        |        |  |
|  | Levante          | Levante          | 0                |               | ElPozo Murcia | ElPozo Murcia | 1          |            |  |  |        |        |        |  |
|  |                  |                  |                  |               |               |               |            |            |  |  |        |        |        |  |
|  |                  |                  | Barcellona       | Barcellona    | 2             |               |            |            |  |  |        |        |        |  |
|  | Peñíscola        | Peñíscola        | Barcellona       | Barcellona    | 2             | 1 (2)         |            |            |  |  |        |        |        |  |
|  | Peñíscola        | Peñíscola        |                  |               |               |               |            |            |  |  |        |        |        |  |
|  | Xota (dtr)       | Xota (dtr)       | 1 (3)            |               |               |               |            |            |  |  |        |        |        |  |
|  | Xota (dtr)       | Xota (dtr)       | 1 (3)            |               | Xota          | Xota          | 1          |            |  |  |        |        |        |  |
|  |                  |                  |                  |               | Xota          | Xota          | 1          |            |  |  |        |        |        |  |
|  |                  |                  | Barcellona       | Barcellona    | 3             |               |            |            |  |  |        |        |        |  |
|  | Barcellona       | Barcellona       | Barcellona       | Barcellona    | 3             | 3             |            |            |  |  |        |        |        |  |
|  | Barcellona       | Barcellona       |                  |               |               |               |            |            |  |  |        |        |        |  |
|  | Jaén             | Jaén             | 0                |               |               |               |            |            |  |  |        |        |        |  |

## Risultati

### Quarti di finale
| Valencia 28 febbraio 2019, ore 19:00                             | Inter     | 3 – 2 (0-0) referto | Palma | Pavelló Font de San Lluís |
| Gadeia 26’ Ricardinho 28’ Humberto 36’ Marcatori 23’ , 28’ Nunes |           |                     |       |                           |
|                                                                  |           |                     |       |                           |
| Gadeia 26’ Ricardinho 28’ Humberto 36’                           | Marcatori | 23’, 28’ Nunes      |       |                           |

| Valencia 28 febbraio 2019, ore 21:15                          | ElPozo Murcia | 4 – 0 (0-0) referto | Levante | Pavelló Font de San Lluís |
| Yepes 23’ Aguilera 32’ Pito 40’ Alonso 40’ ( aut. ) Marcatori |               |                     |         |                           |
|                                                               |               |                     |         |                           |
| Yepes 23’ Aguilera 32’ Pito 40’ Alonso 40’ (aut.)             | Marcatori     |                     |         |                           |

| Valencia 1º marzo 2019, ore 19:00                                                                                | Peñíscola            | 1 – 1 (0-0) referto    | Xota | Pavelló Font de San Lluís |
| E. Martel 32’ ( aut. ) Marcatori 37’ Saldise R. Gómez Bernárdez Gava Tiri di rigore 2 – 3 Usín Saldise E. Martel |                      |                        |      |                           |
| |                      |                        |      |                           |
| E. Martel 32’ (aut.)                                                                                             | Marcatori            | 37’ Saldise            |      |                           |
| R. Gómez Bernárdez Gava                                                                                          | Tiri di rigore 2 – 3 | Usín Saldise E. Martel |      |                           |

| Valencia 1º marzo 2019, ore 21:15            | Barcellona | 3 – 0 (0-0) referto | Jaén | Pavelló Font de San Lluís |
| Ferrão 28’ Lozano 39’ Marcênio 40’ Marcatori |            |                     |      |                           |
|                                              |            |                     |      |                           |
| Ferrão 28’ Lozano 39’ Marcênio 40’           | Marcatori  |                     |      |                           |

### Semifinali
| Valencia 2 marzo 2019, ore 17:00                                                   | Inter     | 1 – 5 (0-3) referto                                     | ElPozo Murcia | Pavelló Font de San Lluís |
| Shiraishi 33’ Marcatori 10’ , 19’ Aguilera 16’ Gil 25’ ( aut. ) Shiraishi 36’ Pito |           |                                                         |               |                           |
|                                                                                    |           |                                                         |               |                           |
| Shiraishi 33’                                                                      | Marcatori | 10’, 19’ Aguilera 16’ Gil 25’ (aut.) Shiraishi 36’ Pito |               |                           |

| Valencia 2 marzo 2019, ore 19:15                      | Xota      | 1 – 3 (0-2) referto             | Barcellona | Pavelló Font de San Lluís |
| Ortego 37’ Marcatori 3’ Ferrão 15’ , 34’ A. Fernández |           |                                 |            |                           |
|                                                       |           |                                 |            |                           |
| Ortego 37’                                            | Marcatori | 3’ Ferrão 15’, 34’ A. Fernández |            |                           |

### Finale
| Valencia 3 marzo 2019, ore 17:00           | ElPozo Murcia | 1 – 2 (0-1) referto     | Barcellona | Pavelló Font de San Lluís |
| Pito 25’ Marcatori 13’ Ferrão 30’ Marcênio |               |                         |            |                           |
|                                            |               |                         |            |                           |
| Pito 25’                                   | Marcatori     | 13’ Ferrão 30’ Marcênio |            |                           |